# Jean Desmarets de Saint-Sorlin
Jean Desmarets de Saint-Sorlin, född 1595, död 28 oktober 1676 var en fransk författare.
Desmarets de Saint-Sorlin har skrivit ett religiös och patriotiskt epos, Clovis (1657), om frankernas kristnande. Han ersatte här hjältediktens hävdvunna antika mytologi med kristendomens gudomliga och legendariska gestalter.